# Мацука, Геннадий Харлампиевич
Геннадий Харлампиевич Мацука (5 сентября 1930, Ялта, Донецкая область — 27 мая 2017, Киев) — советский и украинский биохимик, доктор биологических наук, профессор, академик Национальной академии наук Украины.

## Биография
Геннадий Мацука родился в 1930 году в посёлке Ялта Донецкой области.

В 1955 году закончил Киевский ветеринарный институт.
С 1958 года — аспирант института биохимии им. Палладина АН УССР, затем — заведующий отделом биохимии нуклеиновых кислот того же института.
С 1963 года — кандидат биологических наук, с 1973 года — доктор биологических наук.
С 1973 по 2003 — директор Института молекулярной биологии и генетики НАН Украины, заведующий отдела структуры и функций нуклеиновых кислот.
С 1976 года — член-корреспондент НАН Украины, с 1985 года — действительный член НАН Украины.
С 1988 по 2003 — академик-секретарь Отделения молекулярной биологии, биохимии, экспериментальной и клинической физиологии НАН Украины. С 2003 года — почётный директор Института молекулярной биологии и генетики НАНУ.

## Научная деятельность
Геннадий Мацука — автор более 250 научных работ. Он подготовил 30 кандидатов и 5 докторов наук.
При участии учёного создан генно-инженерным способом препарат для борьбы с вирусными заболеваниями — это интерферон человека. Он был первым генно-инженерным продуктом, полученным в СССР. Геннадий Харлампиевич обращал внимание, также на то, что при пересадке органов в организм нужно вводить иммунодепрессанты, которая блокирует ту часть иммунной системы, которая котролирует отторжение пересаженного органа. Иммунодепрессанты — ядовитые вещества, их вводят в организм ежедневно. Вместе с белорусскими коллегами был ситезирован новый тип иммунодепрессанта, который абсолютно нетоксичный и способствует накоплению интерферона. Мацука утверждал, что предварительные исследования показали возможность использования препарата в лечении некоторых наследственных болезней, таких как дилатационная кардиомиопатия. Кроме этого, учёный со своей командой из Института молекулярной биологии и генетики предложили новую технологию выращивания растений с использованием специальных бактерий, благодаря которым увеличивается скорость вызревания и урожайность. Он рассказывал об этой технологии следующее: «В своё время, пребывая во Вьетнаме, мы заметили, что рис, который сливает талая вода, которая стекает с гор, растёт с невероятной скоростью, без применения азотных удобрений. Оказалось, что в межклеточном пространстве риса живут бактерии, которые фиксируют атмосферный азот. Выявленные нами бактерии были введены в межклеточное пространство многих сельскохозяйственных культур. Урожайность их стала намного выше. Это приведёт не только к снижению себестоимости продукции, но и решит экологическую проблему, поскольку использование удобрений вызывает ряд заболеваний».

## Общественная деятельность
Геннадий Харлампиевич был вице-президентом Украинского общества генетиков и селекционеров, главой Национального комитета по борьбе со СПИДом при Президенте Украины (1993—1995), членом Национальной комиссии по радиационной защите населения Украины при Верховной Раде Украины. 

Избирался депутатом Московского районного совета народных депутатов г. Киева и Киевского городского совета.

## Награды и звания
Правительственные награды:
- орден Трудового Красного Знамени (20.08.1986)
- орден «Знак Почёта» (04.09.1980)
- орден князя Ярослава Мудрого 5 степени (2003)[4]
- Лауреат премии Национальной академии наук Украины им. Палладина (1979)
- Лауреат Государственной премии УССР в области науки и техники (1986)
- Заслуженный деятель науки и техники Украины (1997)

## Смерть
Умер 27 мая 2017 года в Киеве. Похоронен 1 июня на Байковом кладбище.